# Comité national des femmes socialistes
Le Comité national des femmes socialistes est une organisation interne à la Section française de l'Internationale ouvrière, créée en 1930, en vue d'élargir le recrutement de femmes au sein de ce parti, et par le biais d'une ouverture aux questions féministes, de faire mieux que ne l'avait fait le Groupe des femmes socialistes, qui recrutait sur la base d'une sensibilisation au socialisme. 

## Contexte historique
En 1879, un premier combat est mené par Hubertine Auclert, socialiste française, qui se soldera par un échec. Celle-ci désirait instaurer certains droits en faveur des femmes qui s’affranchiraient de l’idée de la femme courtisane ou de celle tenant son foyer. L’absence d’enthousiasme pour ces idées nouvelles provient de l’attachement, fort présent à cette époque dans le parti socialiste, pour le proudhonisme. En Belgique, Zoé de Gamond, socialiste issue de la bourgeoisie, occupe le devant de la scène politique féminine dans les années 1830 mais ne réclamera jamais, avec l’aide d’autres femmes, l’égalité totale des deux sexes jugée contraire aux valeurs chrétiennes. En revanche, la condition des femmes étant à améliorer, les socialistes belges élaborèrent un programme fondé sur l’éducation visant à établir une égalité intellectuelle entre les hommes et les femmes. 
Au XXe siècle, le droit au suffrage pour les femmes n’était pas un combat prioritaire pour le parti socialiste, la priorité du parti étant l’obtention de ce droit en faveur des hommes. Ce n’est qu’en 1906, à la suite de nombreuses campagnes politiques menées par des femmes socialistes, que le parti français se positionne, pour la première fois, en faveur du droit au suffrage pour ces dernières lors du congrès de Limoges. En France, le combat mené en faveur du droit de vote des femmes n’aboutira qu’en 1944. Il faut attendre quatre années supplémentaires pour que la Belgique octroie également ce droit à toutes les femmes, la priorité demeurant l’égalité des droits civils par rapport aux droits politiques. Par ailleurs, en 1922, le sénateur socialiste belge Wittemans émet une proposition de loi rédigée par la féministe socialiste Marcelle Renson afin que les femmes ne soient plus soumises à l’autorité maritale dans le Code civil.
Entre-temps, durant les années trente, l’argument premier adressé aux femmes afin qu’elles intègrent le parti socialiste était que ces dernières devaient se conformer aux prises de position de leur époux. Durant ces années, les femmes n’étaient pas nombreuses à jouer un rôle dans la vie politique. Il n’existe pas d’étude expliquant concrètement la raison de cette absence si ce n’est qu’en ces temps, un couple était censé partager la même opinion, seul l’époux s'inscrivant alors au parti. Effectivement, la parole n’est pas souvent accordée aux femmes. C’est à cette période que les femmes revendiquent le droit au travail pour tous ainsi qu’une rétribution aux mères afin de reconnaître la maternité comme « fonction sociale », le but de cette revendication étant l’apport d’un salaire au sein du foyer. Toutefois, nombreuses sont celles qui décidaient de rester tenir leur demeure lorsque le revenu du mari est suffisant. Cependant, tout en tenant le rôle de femme au foyer, ces dernières jouent également le rôle des « petites mains » de leur conjoint lorsque ces derniers s’intéressaient à la scène politique. Dans la continuité de leur lutte en faveur de l’égalité des sexes, durant ces mêmes années, les femmes socialistes désirent que les femmes actives au sein du parti soient rétribuées autant que les hommes afin de garantir une certaine équité entre les deux sexes.
À la suite de la seconde guerre mondiale, un des buts premiers des nombreux partis politiques — dont le parti socialiste — était de recruter un maximum de personnes. Il est vrai qu’avant 1914, le parti socialiste n’attirait que peu de femmes. La situation économique d’après-guerre étant peu favorable à la classe ouvrière et créant de nombreuses injustices, elle suscite un mouvement de militantisme tant chez les hommes que chez les femmes. Ces dernières protestaient à cause des répercussions qu’avait engendré la guerre au sein de leur foyer. En Belgique, les femmes socialistes se rallient à d’autres femmes afin de protester, également, contre les répercussions économiques de la guerre.
Malgré de nombreuses tentatives, les femmes n’étaient toujours pas très présentes sur le plan politique. De ce fait, en 1972, Marie-Thérèse Eyquem et Cécile Goldet, ainsi que d’autres femmes socialistes, introduisent l’article VI des statuts du parti qui impose un pourcentage de minimum 10 % de femmes dans chaque section. Il s’agit d’un faible pourcentage qui ne satisfait pas réellement celles ayant fait voter ce texte. Toutefois, ces dernières ne voient pas d’autre solution permettant d’attirer l’attention sur la situation des femmes du parti. Durant de nombreuses années, le parti socialiste a cantonné sa politique à l’économie et aux institutions, mettant de côté les soucis[C'est-à-dire ?] pouvant intervenir dans le domaine privé. Instaurer une telle coupure entre ces différents champs[pas clair] n’était pas de l’avis des femmes qui se mobilisaient justement pour les causes ayant trait à leur vie intime. Il est possible d’expliquer le désintéressement des femmes pour la vie politique de par ce fait. De plus, celles qui voulait tout de même tenter de changer les choses n’étaient pas bien pourvues en matière de pouvoir[pas clair]. Ainsi, malgré un manque d’espace, de pouvoir et autres[pas clair], les femmes socialistes ont continué d’apporter une réflexion féminine au parti jusqu’à voir un chapitre leur être accordé dans le programme de gouvernement du parti socialiste traitant de leur condition. Ce chapitre mettra en avant leur désir de démocratiser la famille.
Par la suite, des campagnes en faveur de la contraception et de la liberté d’avortement seront menées. L’opinion publique leur étant favorable, les femmes socialistes ont amené les autres partis à se positionner sur le sujet et ont, avec les communistes, réussi à faire voter la loi Veil. Les mentalités changeant peu à peu ; de nombreuses sections mettent en place des collectifs de femmes chargées de sensibiliser au féminisme, ainsi qu’à la place octroyée à la femme dans les diverses luttes lors des grandes campagnes du parti. En résumé, les femmes socialistes se sont inscrites dans la lutte des classes ainsi que dans celle en faveur de l’égalité des deux sexes.

## Évolution
Le CNDFS suit les traces du Groupe des femmes socialistes qui est une section féminine créée au sein de la SFIO et destinée aux femmes socialistes. Le GDFS fut créé à la suite d’une réunion tenue le 23 janvier 1913 à Paris sur l’initiative d’Élisabeth Renaud, Adèle Toussaint-Kassky et Marianne Rauze. Elles avaient pour objectif de soutenir et défendre les « exigences politiques, syndicales et coopératives du prolétariat féminin » pour permettre aux travailleuses de comprendre leurs droits et leurs responsabilités sociales et ainsi les amener à militer dans des groupes socialistes.
Louise Saumoneau, une des membres directeurs du groupe, était convaincu qu’il fallait que dans un premier temps les femmes soient considérées comme socialistes et non pas comme féministes. Saumoneau mettait un point d’honneur à différencier la lutte des classes pour laquelle elle militait et la lutte pour l’égalité des sexes. Le GDFS portait ainsi en lui une dynamique antiféministe. À l’inverse, Madeleine Pelletier avait intégré la SFIO en 1906 uniquement pour servir l’intérêt du féminisme et permettre aux femmes d’accéder au droit de vote.
À la suite d’une requête de Louise Saumoneau, le GDFS ne put être composé que d’adhérentes du parti, ce critère devenant un des principaux obstacles au recrutement des femmes au sein de la section du SFIO.

## Création du CNDFS
Le Comité national des femmes socialistes fut constitué au Congrès de Tours en 1930. Il trouve son origine dans une requête de Suzanne Collette-Kahn qui demanda la création d’une organisation féminine nationale à la treizième section de Paris. Cette demande fut acceptée par la section et ensuite par la Fédération de la Seine. Louise Saumoneau sauta sur l’occasion et demanda au parti de pouvoir préparer le projet afin de le présenter au Congrès de Bordeaux de 1930 ; cette demande lui fut accordée. 
Quant à l’organisation du projet, le Congrès renvoya la question à une commission que devait désigner le comité directeur de la SFIO, la CAP. Cette commission fut composée de neuf femmes et de neuf hommes, où prenait part Louise Saumoneau. Ce fut d’ailleurs sa dernière action au sein du parti. La commission se mit d’accord sur le système d'organisation du comité : il fallait que les femmes de la SFIO appartiennent à leur section locale tout comme les hommes. De façon optionnelle, elles pouvaient adhérer aux organisations féminines qui auraient à leur tête le Comité national composé de membres élus par toutes les adhérentes.
La création du CNDFS ne changea pas grand-chose par rapport au GDFS reconstruit en 1922 : il était constitué des mêmes membres et reprenait la même politique que celle du Groupe des femmes socialistes de 1913 avec à sa tête Louise Saumoneau. Le CNDFS tout comme l’était le GDFS restait un auxiliaire du parti composé de femmes appartenant au parti qui poursuivait les volontés de la SFIO composée majoritairement d’hommes. Ce n’était pas une organisation féministe à part entière mais une organisation appartenant à un groupe politique masculin.

## Composition
La composition du CNDFS était sensiblement analogue a celle de l’ancien GDFS car la SFIO à sa création se tourna vers les femmes déjà représentées dans celui-ci. 
La secrétaire du comité fut Suzanne Buisson, qui avait succédé à Louise Saumoneau au poste de secrétaire à sa démission au sein du GDFS de 1922. Marthe Louis Lévy fut nommée secrétaire adjointe au côté de Suzanne Caille. Berthe Saumoneau, la nièce de Louise Saumoneau remplit le rôle de trésorière. On comptait également comme militantes Berthe Fouchère et Andrée Marthy-Capgras. Lors de l’élection qui suivit, la direction du CNDFS ne fut pas bouleversée. On dénombra 1 002 votantes avec à la tête des suffrages Suzanne Buisson qui avait récolté 896 voix ; la suivaient de près Marthe Louis Lévy (845), Suzanne Lacore (841), Berthe Saumoneau (809) et Alice Jouenne (799). Un peu plus tard, en 1937, Berthe Fouchère vint rejoindre la direction du Comité.